# Arctomelon tamikoae
Arctomelon tamikoae är en snäckart som först beskrevs av Kosuge 1970.  Arctomelon tamikoae ingår i släktet Arctomelon och familjen Volutidae. Inga underarter finns listade i Catalogue of Life.